# Familia Lezica
La familia Lezica es una familia patricia argentina de políticos, militares y empresarios originarios de Cortézubi, Vizcaya, País Vasco, España.
Datos del siglo XIII relatan que Lezica formó parte del ejército cristiano comandado por Diego López II de Haro en la Batalla de Las Navas de Tolosa en 1212. Este acontecimiento, que detuvo la progresión del Ejército Moro en la península ibérica, está inmortalizado por un ornamento de cadenas en el escudo de la familia. El Alférez Real Don Juan de Lezica y Torrezuri, benefactor de la ciudad de Luján, es el primer miembro de su familia en asentarse en América del Sur, primero en el Alto Perú y luego definitivamente en Buenos Aires. 

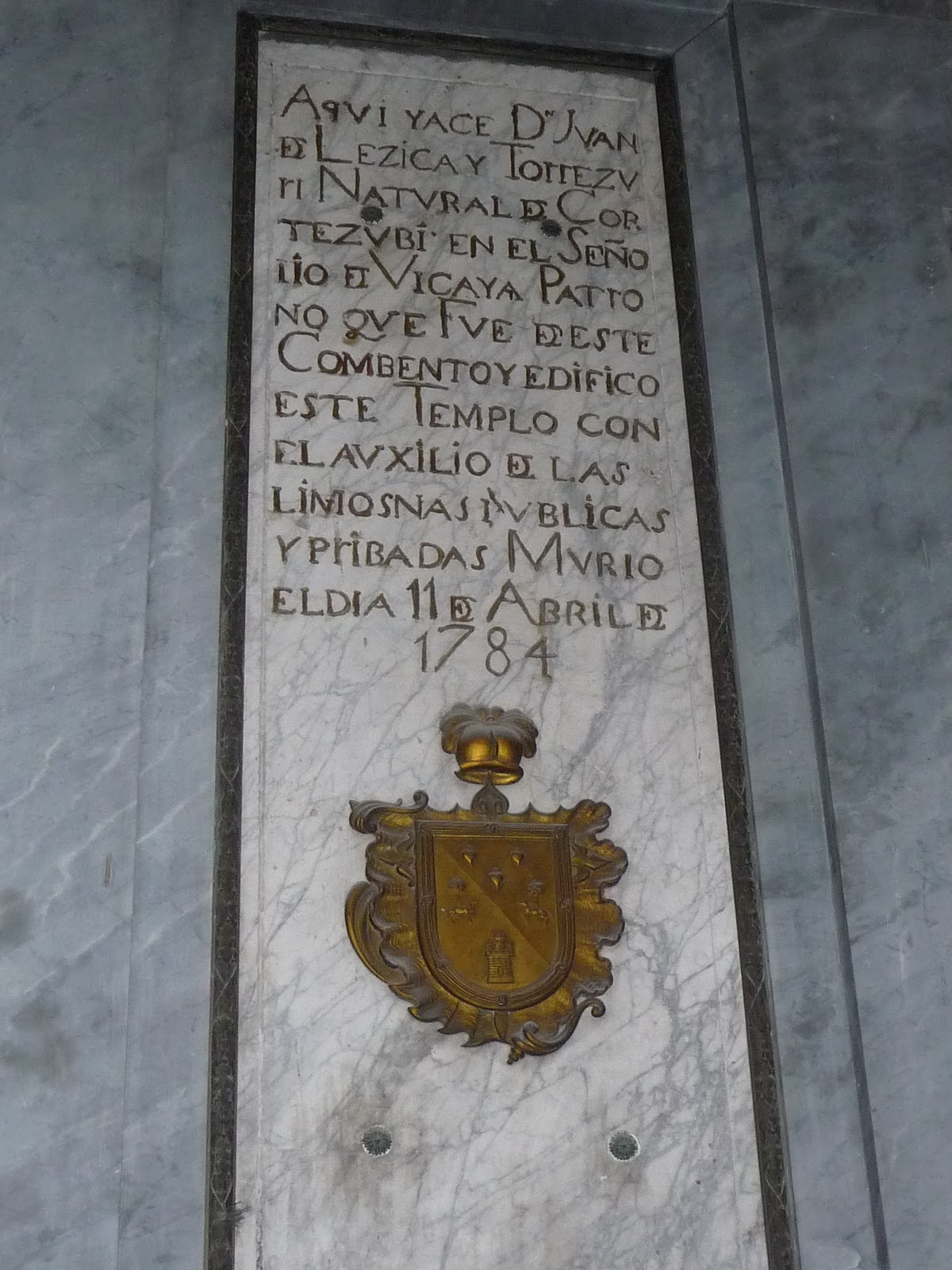
Sepulcro de don Juan de Lezica y Torrezuri, incluye escudo de la familia, ubicado en el convento de Santo Domingo en la ciudad de Buenos Aires.

Su hijo, Juan José de Lezica y Alquiza, es alcalde ordinario del Cabildo de Buenos Aires de Primer Voto en Buenos Aires durante la Revolución de Mayo en 1810 y el encargado de transmitir al virrey Baltasar Hidalgo de Cisneros la petición de los revolucionarios criollos a convocar un cabildo abierto. Pasados estos acontecimientos, la familia adhiere definitivamente a la causa nacionalista y algunos de sus miembros como Juan Antonio de Lezica Aramburu se destacan en el Ejército Unitario, opositor a Juan Manuel de Rosas. Durante la segunda mitad del siglo XIX, la familia funda el banco de comercio Lezica y Lanús, que permitiría al país financiar sus primeros ferrocarriles así como su participación a la Guerra de la Triple Alianza.
Ambrosio Plácido de Lezica, dueño de la Quinta Lezica, llegó a ser considerado el hombre más rico de Argentina en las últimas décadas del siglo XIX.
Hoy en día, existen diversas ramas de esta antigua familia cuyos miembros descansan en su mayoría en el cementerio de la Recoleta. A lo largo de las décadas, los Lezica han formado lazos de sangre con otras familias porteñas tradicionales como los Aguirre, Aldao, Alvear, Dorrego, Ortiz Basualdo, Santa Coloma, Unzué, Ugarte y Zapiola. Parte de este linaje desciende directamente de personalidades destacadas de la historia argentina como Marquita Sánchez de Thompson, Ernesto "Che" Guevara o Francisco Pascasio Moreno.